# Erythrina poeppigiana
Espèce
Erythrina poeppigiana est une espèce de plantes dicotylédones de la famille des Fabaceae, sous-famille des Faboideae. C'est un arbre originaire d'Amérique du Sud et d'Amérique centrale.
Cette espèce est utilisée comme arbre d'ombrage dans les plantations tropicales dans plusieurs pays d'Amérique du Sud. Son feuillage est également utilisé comme fourrage pour alimenter les ruminants.

## Nom vernaculaires
- érythrine bucare, bois immortel, immortelle jaune[2].

## Étymologie
Le nom générique, « Erythrina », dérive de la racine grecque ερυθρóς (erythros), « rouge », en référence à la couleur rouge vif des fleurs de certianes espèces représentatives de ce genre.
L'épithète spécifique, « poeppigiana », est un hommage au botaniste allemand Eduard Friedrich Poeppig (1798-1868).

## Description

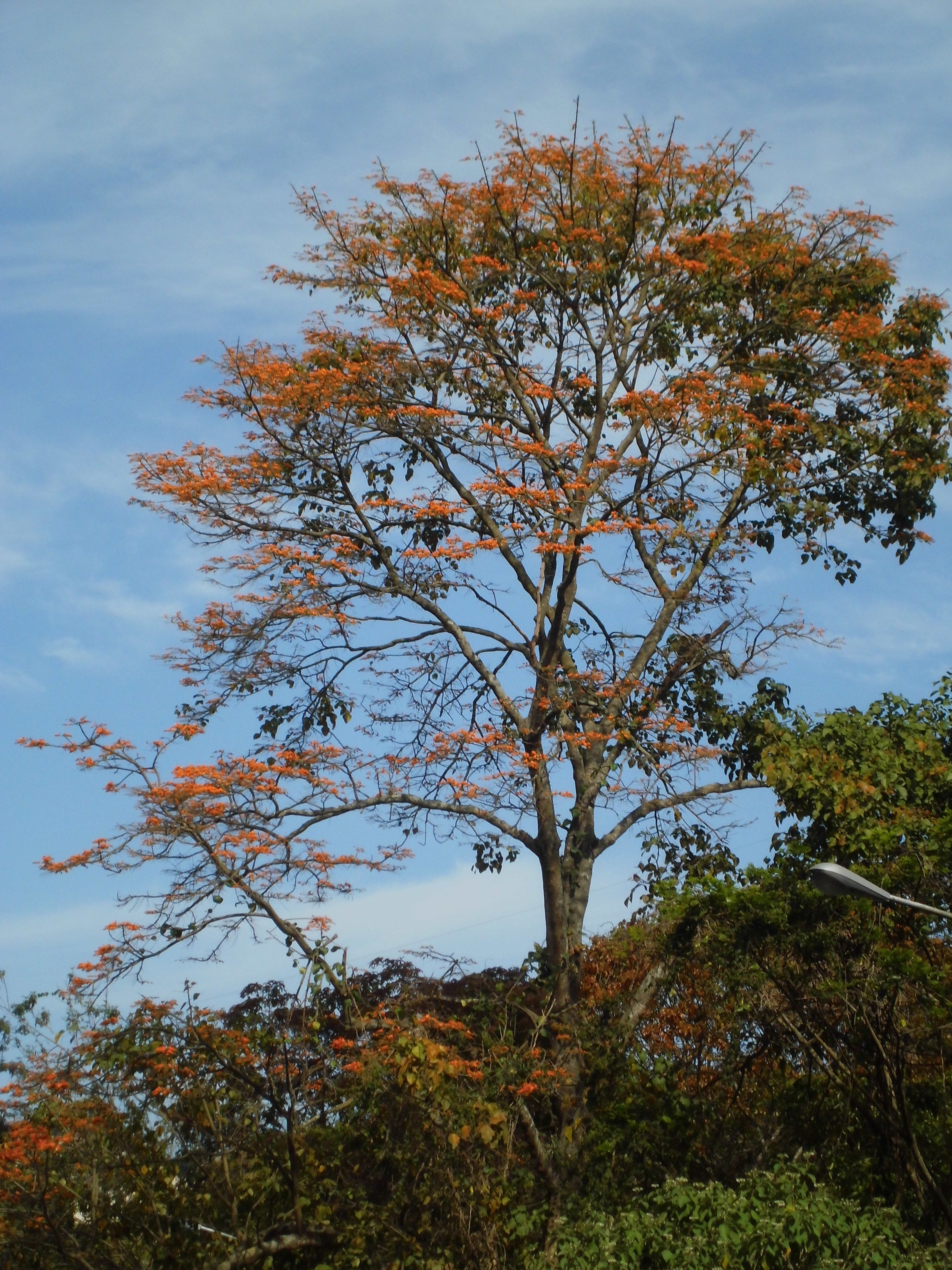
Aspect général de l'arbre.

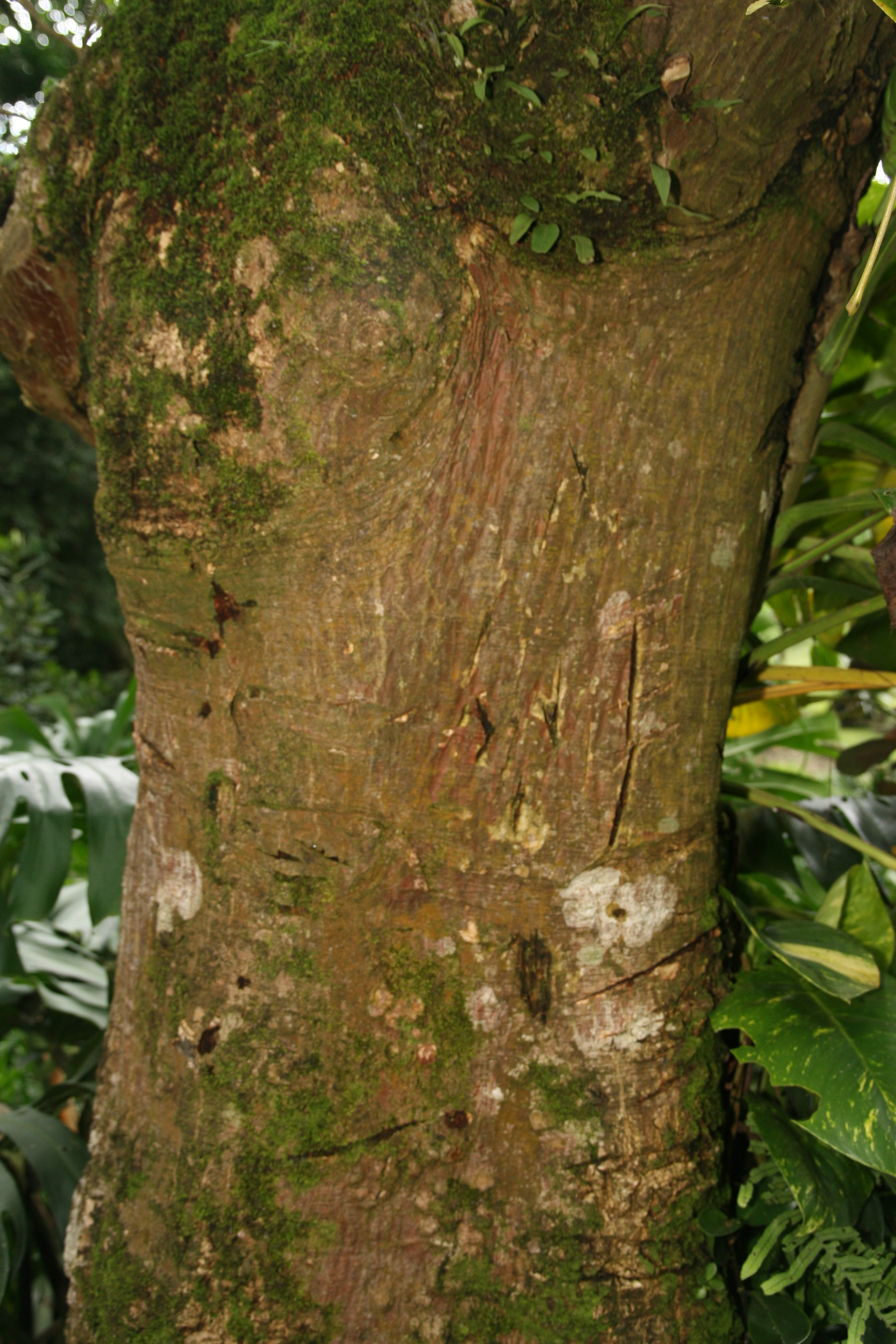
Aspect du tronc et de l'écorce.

Erythrina poeppigiana au Muséum de Toulouse.

Erythrina poeppigiana est un grand arbre de 25 mètres de haut (parfois jusqu'à 35 mètres), à la couronne modérément étalée émergeant d'un fût d'un à deux mètres de diamètre, aux feuilles caduques ou sempervirentes et aux branches glabres, mais munies d'épines ou de piquants de forme conique sur les branches et les rameaux. L'écorce est brun grisâtre à gris-brun, de rugosité variable, de lisse à légèrement ridée.
Les feuilles, alternes, glabres, pétiolées, de 15 à 30 cm de long, sont composées trifoliolées et présentent des stipules vertes, libres, bien développées, de forme triangulaire à lancéolée. Les folioles, rhomboïdes-ovales à ovales, sont généralement plus grandes chez les jeunes arbres que chez les arbres adultes. Deux glandes en forme de coupe proéminentes sont présentes à la base des folioles latérales appariées. Les feuilles tombent, au moins partiellement, au moment de la floraison. Le système racinaire présente des nodosités,.
L'inflorescence est un racème (grappe) axillaire ou terminale, aux bractées très petites ou absentes. Les fleurs, zygomorphes, de 10 à 20 cm de long, présentent un calice glabre, à deux lèvres ou deux lobes. La corolle papilionacée est constituée de pétales séparés, rouges, orange ou jaunes, le pétale supérieur ou étendard est suborbiculaire, largement arrondi, les pétales latéraux ou ailes sont étroits, oblancéolés à oblongs, aux extrémités obtuses ou arrondies, les pétales inférieurs (carène) sont soudés sur les côtés ou à l'extrémité. Les étamines diadelphes, aux filaments glabres, sont au nombre de 9 ou 10 (9 soudées, une libre). Le style est térète.
Le fruit, uniloculaire, est une gousse allongée, de 12 à 25 cm de long, glabre, falciforme, portée par un long pédoncule, légèrement déprimée entre les graines, faiblement ou tardivement déhiscente, contenant de 3 à 10 graines.
Les graines, brunes ou noires, de forme ovoïde à arrondie, légèrement courbée, à la surface lisse, ont 1 à 2 cm de long. On compte 4500 graines par kilogramme,.

## Distribution et habitat
L'aire de répartition originelle d’Erythrina poeppigiana s'étend en Amérique du Sud : Bolivie (El Beni, La Paz), Brésil, Colombie (Boyaca, Cundinamarca, Putumayo, Santander, Valle), Équateur (Esmeraldas, Loja, Los Rios, Morona-Santiago, Napo, Pastaza, Pichincha, Sucumbios), Pérou (Cuzco, Huanuco, Pasco, San Martin) et Venezuela, ainsi qu'en Amérique centrale : Panama.
Erythrina poeppigiana se rencontre dans forêts des plaines tropicales humides, recevant des précipitations annuelles de 1000 à 4000 mm, dans les bassins de l'Amazone et de l'Orénoque, ainsi que dans les forêts humides du Pacifique de l'Équateur et de la Colombie.
L'espèce a été introduite dans les régions tropicales d'autres continents, notamment dans toute l'Amérique centrale, dans les Antilles et en Asie du Sud et en Océanie pour y être cultivée. L'espèce s'est largement naturalisée au Costa Rica et à la Trinité. Les arbres, cultivés ou naturalisés se rencontrent jusqu'à 1 500 mètres d'altitude, voire 2 000 mètres.

## Synonymes
Selon Catalogue of Life (18 août 2018) :
- Erythrina amasisa Spruce
- Erythrina darienensis Standl.
- Erythrina micropteryx Urb.
- Erythrina micropteryx Walp.
- Erythrina pisamo Posada-Ar.
- Micropteryx poepiggiana Walp.
- Micropteryx poeppigiana Walp.